# Шилово (Угранский район)
Шилово — деревня в Угранском районе Смоленской области России. Входит в состав Холмовского сельского поселения. Население — 1 житель (2007 год). 
Расположена в юго-восточной части области в 35 км к юго-западу от Угры, в 14 км западнее автодороги Знаменка-Спас-Деменск, на берегу реки Ужрепт. В 14 км южнее деревни расположена железнодорожная станция О.п. 465-й км на линии Смоленск — Сухиничи. 

## История
В годы Великой Отечественной войны деревня была оккупирована гитлеровскими войсками в октябре 1941 года, освобождена в марте 1943 года.